# El Castillo (Sonora)
El Castillo es una ranchería del municipio de Guaymas ubicada en el sur del estado mexicano de Sonora, en la zona del valle del Yaqui. Según los datos del Censo de Población y Vivienda realizado en 2010 por el Instituto Nacional de Estadística y Geografía (INEGI), El Castillo tiene un total de 414 habitantes.

## Geografía
El Castillo se sitúa en las coordenadas geográficas 27°31′13″ de latitud norte y 110°11′03″ de longitud oeste del meridiano de Greenwich, a una elevación de 21 metros sobre el nivel del mar.